# 鹿子木宏明
鹿子木 宏明（かのこぎ ひろあき、1968年5月29日 - ）は、熊本県出身のAI技術者、会社経営者。
目指す姿は、高い技術力と人間力の両方にこだわりを持つ「Tech-savvy Humanist」。「日本の次世代のために明るい未来を実現したい」という情熱を持っている。
2022年7月より横河デジタル株式会社 代表取締役社長。

## 略歴
1987年4月  東京大学入学。　1996年3月  東京大学大学院 博士（理学）を取得。
1996年4月  Microsoft Product Development Ltd. 東京R&D  入社。
2007年7月  横河電機株式会社 入社。　2022年7月  横河デジタル株式会社 代表取締役社長 就任。